# 존속 살해
| |
| 형법 刑法 |
| 형법학 · 범죄 · 형벌 죄형법정주의 |
| 범죄론 |
| 구성요건 · 실행행위 · 부작위범 간접정범 · 미수범 · 기수범 · 중지범 불능범 · 상당인과관계 고의 · 고의범 · 착오 과실 · 과실범 공범 · 정범 · 공동정범 공모공동정범 · 교사범 · 방조범 |
| 항변 |
| 위법성조각사유 · 위법성 · 책임 · 책임주의 책임능력 · 심신상실 · 심신미약 · 정당행위 · 정당방위 · 긴급피난 · 오상방위 · 과잉방위 · 강요된 행위                                     |
| 죄수 |
| 상상적 경합 · 연속범 · 병합죄 |
| 형벌론 |
| 사형 · 징역 · 금고 벌금 · 구류 · 과료 · 몰수 법정형 · 처단형 · 선고형 자수 · 작량감경 · 집행유예                                                                                  |
| 대인범죄 |
| 보통살인죄 · 존속살해죄 · 자살교사·방조죄 |
| 촉탁승낙살인죄 · 영아살해죄 · 낙태죄 |
| 상관살해죄 |
| 폭행죄 · 상해치사죄 · 절도죄 |
| 성범죄 · 성매매알선 · 강간죄 |
| 유괴 · 과실치사상죄 · |
| 대물범죄 |
| 손괴죄 · 방화죄 |
| 절도죄 · 강도죄 · 사기죄 |
| 사법절차 방해죄 |
| 공무집행방해죄 · 뇌물죄 |
| 위증죄 · 배임죄 |
| 미완의 범죄 |
| 시도 · 모의 · 공모 |
| 형법적 항변 |
| 자동증, 음주 & 착오 |
| 정신 이상 · 한정책임능력 |
| 강박 · 필요 |
| 도발 · 정당방위 |
| 다른 7법 영역 |
| 헌법 · 민법 · 형법 |
| 민사소송법 · 형사소송법 · 행정법 |
| 포털: 법 · 법철학 · 형사정책 |
| v • d • e • h |

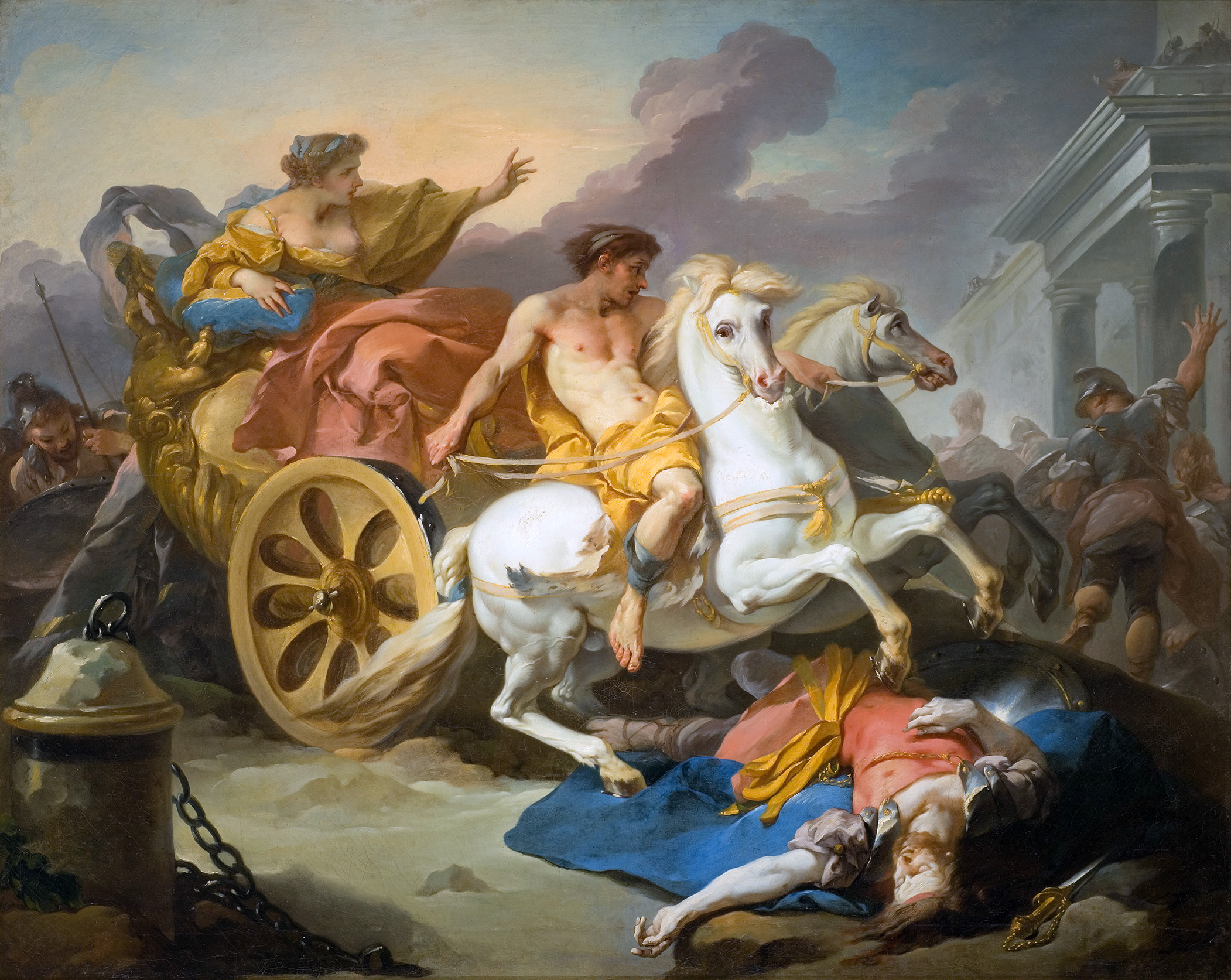

존속 살해(尊屬 殺害)는 자기(自己) 또는 배우자(配偶者)의 직계존속을 살해함으로써 성립하는 범죄이다. 자기 또는 배우자의 직계존속을 살해한 때에는 책임이 무겁다는 이유로 형을 가중한 가중적 구성 요건이다. 신분관계로 인하여 형이 가중되는 부진정신분범(不眞正身分犯)이라고도 할 수 있다.
일반적으로 현대 국가에는 존재하지 않는 조문이나 한국, 대만 등 일부 국가에 남아있다. 구 일본 형법의 비교조항은 제200조인데, 일본에서는 1973년 위헌판결이 선고되고, 1995년 폐지되었다.

## 조문
제250조(살인, 존속살해)
①사람을 살해한 자는 사형, 무기 또는 5년 이상의 징역에 처한다. 

②자기 또는 배우자의 직계존속을 살해한 자는 사형, 무기 또는 7년 이상의 징역에 처한다. 

## 발생 현황
|           | 2008년 | 2009년 | 2010년 | 2011  | 2012년 |
| --------- | ------ | ------ | ------ | ----- | ------ |
| 살인 계   | 1220   | 1390   | 1263   | 1221  | 1029   |
| 존속 살해 | 44     | 58     | 66     | 68    | 195    |
| 백분율    | 3.93%  | 4.17%  | 5.23%  | 5.57% | 18.95% |

## 같이 보기
- 상해죄
- 존속상해죄